# Наречници
Наречници (още орисници, рожделници, нарюкници, съдници, съдбеници, съдици) – в славянската митология, три сестри-феи, които се появяват край новороденото дете и му наричат – предсказват му съдбата.
Според сърбите, първата фея предсказва смъртта, втората болести, недъзи и беди, а третата – щастливите събития от живота.
Вярвало се, че наречниците са невидими и никой не може да ги чуе, освен майката или друга възходяща родственица на новороденото дете. Подслушаното не можело да бъде казано другиму под страх от онемяване. У българските славяни имало обичай вечерта след рождението бабата да стои будна край детето, за да чуе орисниците.
Ако огънят в стаята се поддържал и била оставена храна край огнището, орисниците щели да бъдат по-милостиви в определянето на съдбата. С тях се свързва и традицията под възглавницата на детето да се оставя златна монета – един вид подкуп.
Пряко от мита за наречниците и техните функции произлиза вярването, че животът на човека е предначертан и предвещаното не може да бъде избегнато. Оттам идват и поговорки от типа Така му било писано и Такова му било наречено.